# Broumov (okres Tachov)
Broumov (německy Promenhof) je obec v okrese Tachov v Plzeňském kraji. Žije v ní 135 obyvatel. Obec se nachází v průměrné nadmořské výšce okolo 573 metrů v pohoří Český les a na území obce se nachází silniční hraniční přechod do Německa (Broumov–Mähring). Západní část obce byla do roku 1945 samostatnou osadou Nový Haimhausen.

## Historie
První písemná zmínka o vesnici pochází z roku 1523, kdy byl jejím majitelem Ernest Stockauer. Náležela do zemského obranného systému a byla obývána strážci hranic. Roku 1614 byl již Broumov svobodným statkem, který koupili Schirndingerové ze Schirndingu. Roku 1621 jej získali Haimhausenové. Ti zde postavili dva zámečky – Jánský a Svatovítský. Zakladatelem Svatovítského zámečku byl kolem roku 1750 Zikmund z Haimhausenu.
V 18. a 19. století se v obci těžilo železo a měď. U zdejšího potoka bylo vybudováno několik provozů na zpracování těchto kovů, zvaných hamry, které mu daly jméno – Hamerský potok. Železná huť v Broumově je poprvé zmíněna v roce 1749, k ní se později přidala válcovna plechu a v roce 1841 také drátovna. Přibližně jedno století zde stála i vysoká pec. Plechy a dráty ze zdejších provozů se vyvážely do Německa a Polska. Správa železáren sídlila ve Svatovítském zámečku. Vysoká pec vyhasla 1867 a dnes jsou zde jen její zbytky, stejně jako dál po proudu rozvaliny jednoho z hamrů.
V letech 1938 až 1945 byla obec v  důsledku uzavření Mnichovské dohody přičleněna k nacistickému Německu.

## Přírodní poměry
Jižně od vesnice protéká Hamerský potok, který zároveň tvoří hranici chráněné krajinné oblasti Český les. V jeho údolí se západně od vsi nachází přírodní rezervace Broumovská bučina a na protějším svahu leží přírodní rezervace Stráně Hamerského potoka.

### Památné stromy
- Dubová alej pod Broumovem
- Broumovské smrky v Hamerském údolí
- Broumovský smrk
- Broumovský jasan
- Lípy na Jalovém dvoře

## Obyvatelstvo
Při sčítání lidu v roce 1921 zde žilo 737 obyvatel, z nichž byli dva Čechoslováci, 733 Němců a dva cizinci. K římskokatolické církvi se hlásilo všech 737 obyvatel.
| Rok            | 1869 | 1880 | 1890 | 1900 | 1910 | 1921 | 1930 | 1950 | 1961 | 1970 | 1980 | 1991 | 2001 | 2011 | 2021 |
| -------------- | ---- | ---- | ---- | ---- | ---- | ---- | ---- | ---- | ---- | ---- | ---- | ---- | ---- | ---- | ---- |
| Počet obyvatel | 160  | 140  | 151  | 148  | 136  | 151  | 133  | 52   | 152  | 141  | 125  | 106  | 125  | 117  | 149  |
| Počet domů     | 25   | 25   | 24   | 24   | 25   | 25   | 25   | 30   | 39   | 36   | 35   | 35   | 43   | 46   | 56   |

| Rok            | 1869 | 1880 | 1890 | 1900 | 1910 | 1921 | 1930 | 1950 | 1961 | 1970 | 1980 | 1991 | 2001 | 2011 | 2021 |
| -------------- | ---- | ---- | ---- | ---- | ---- | ---- | ---- | ---- | ---- | ---- | ---- | ---- | ---- | ---- | ---- |
| Počet obyvatel | 756  | 756  | 748  | 769  | 743  | 737  | 732  | 185  | 152  | 141  | 125  | 106  | 125  | 117  | 149  |
| Počet domů     | 108  | 114  | 114  | 114  | 126  | 122  | 134  | 99   | 39   | 36   | 35   | 35   | 43   | 46   | 56   |

## Obecní správa
Mezi lety 1850–1960 byl Broumov obcí v okrese Planá (1869–1930), posléze v okrese Mariánské Lázně (1950) a později v okrese Tachov. V letech 1960–1979 patřil jako část obce k Zadnímu Chodovu. Od 1. ledna 1980 do 23. listopadu 1990 patřil jako část obce k Chodskému Újezdu a od 24. listopadu 1990 je opět samostatnou obcí.

### Obecní symboly
Znak a vlajka byly obci uděleny rozhodnutím předsedy Poslanecké sněmovny Parlamentu České republiky dne 17. února 2006.

## Pamětihodnosti
- Kostel svaté Anny z let 1929–1931
- Pozdně barokní Jánský zámeček z konce 18. století
- Barokní Svatovítský zámek zámek z doby kolem roku 1750; sloužil jako lesní a báňský úřad
- Lovecký zámek Nový Haimhausen z let 1875–1876
- Barokní sousoší svatého Víta z roku 1749

## Galerie

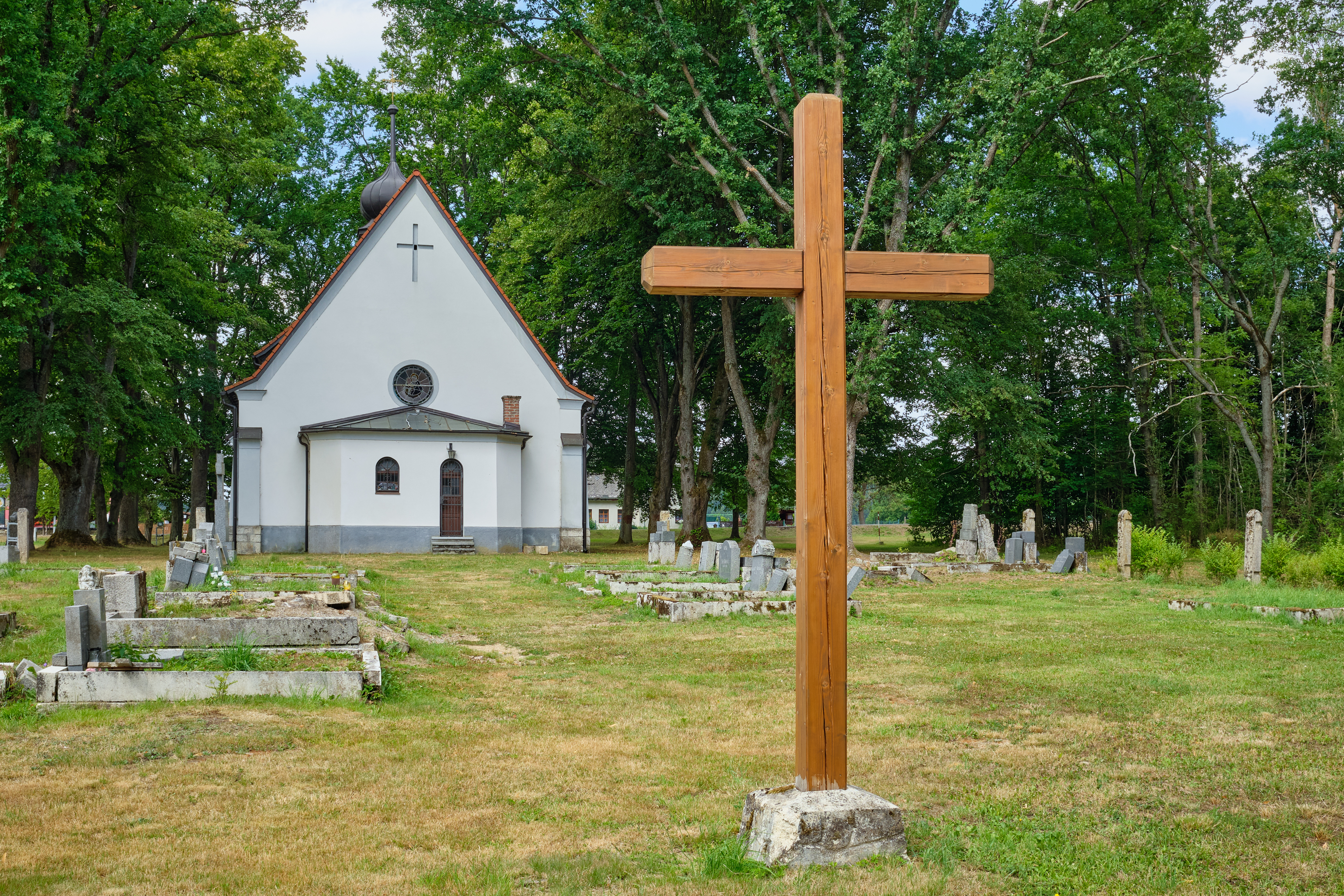
Kostel svaté Anny
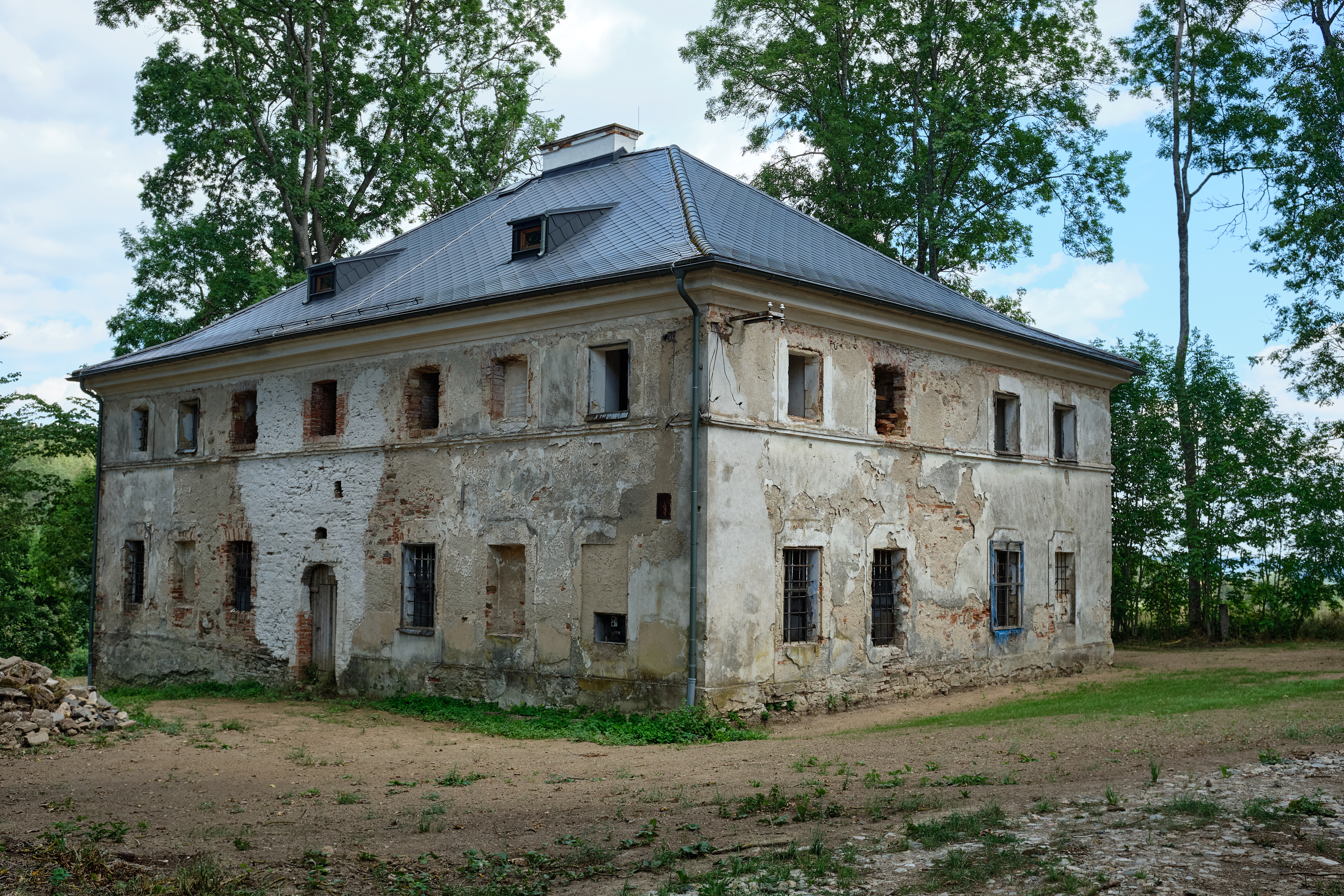
Jánský zámek
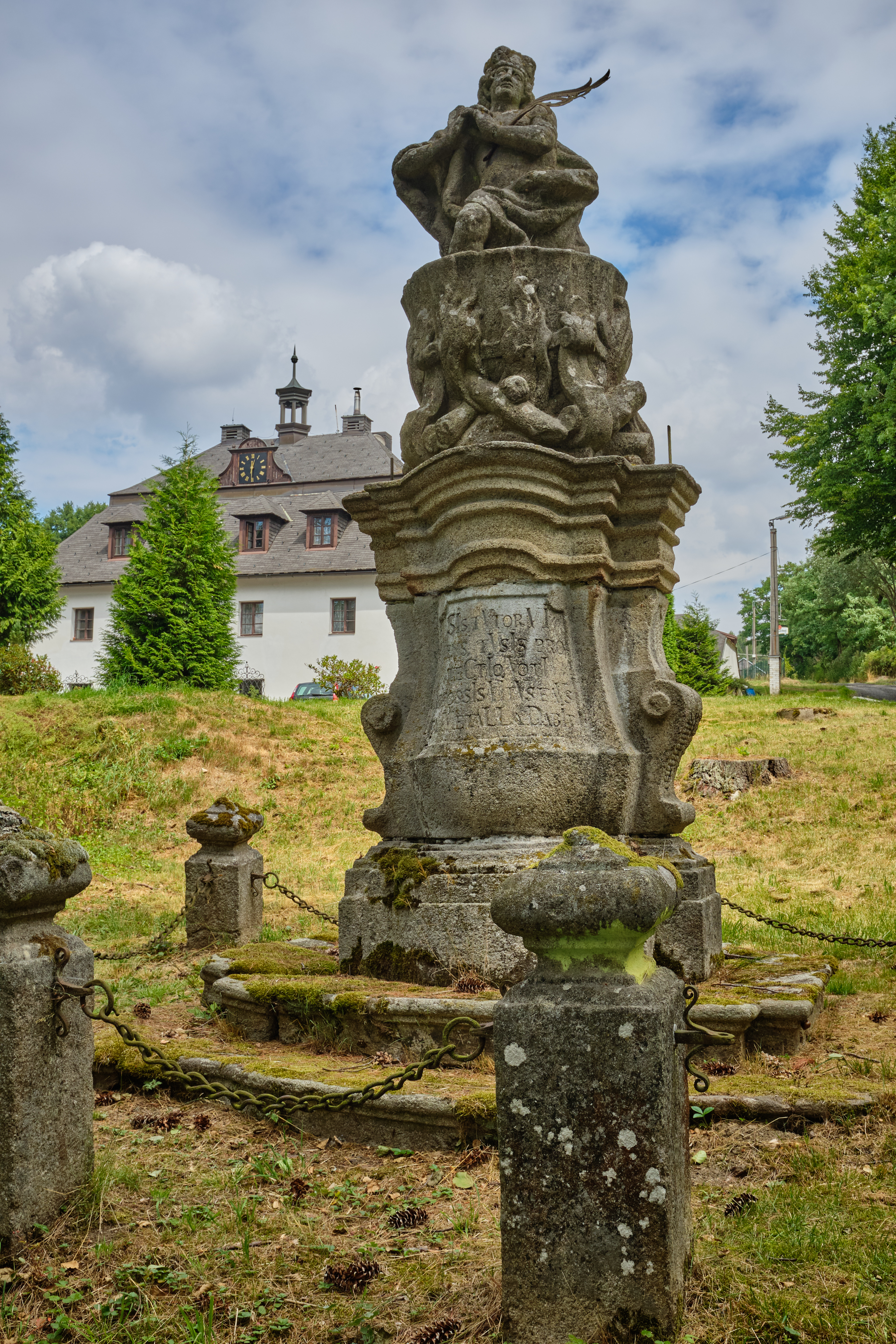
Socha svatého Víta
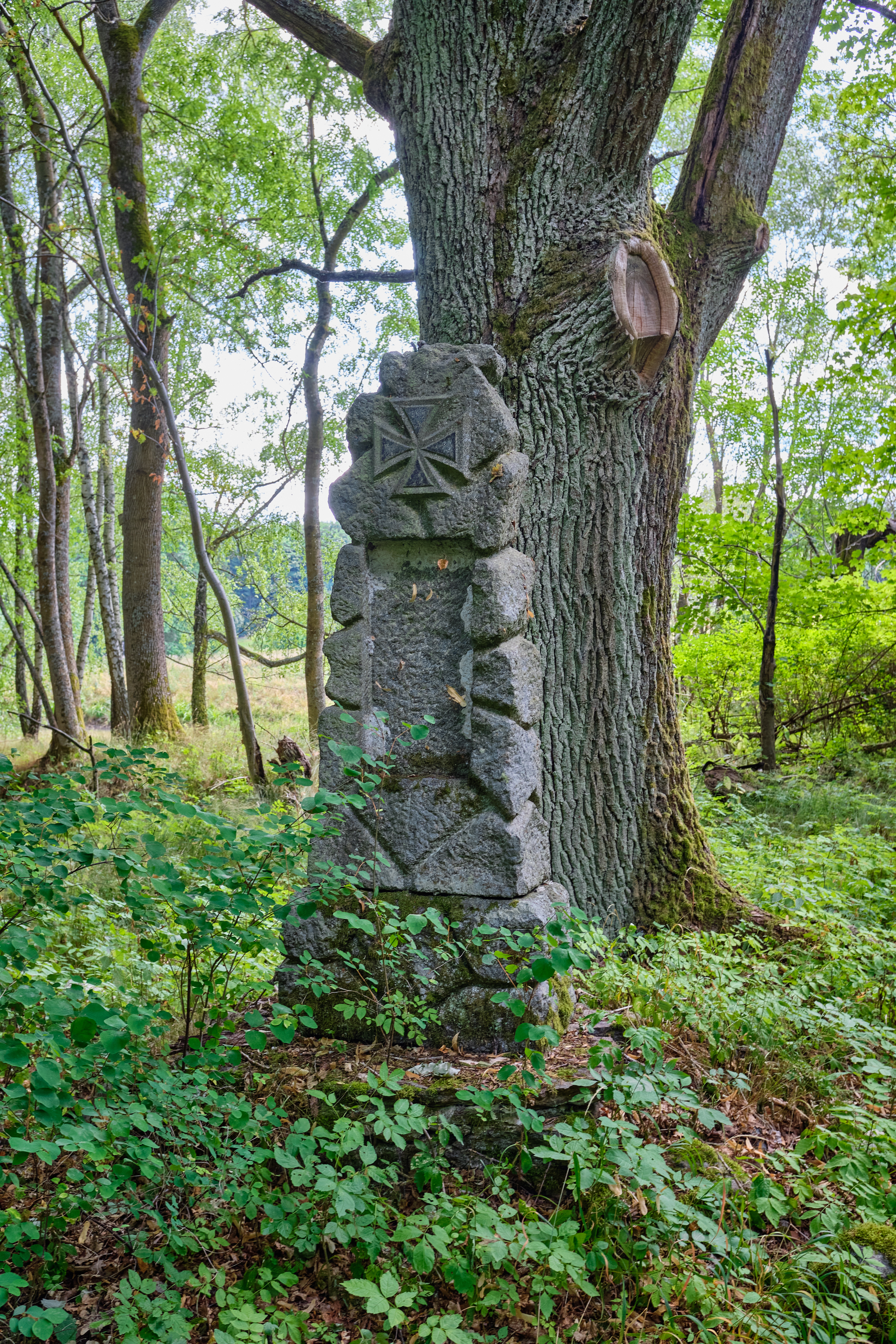
Jalový Dvůr pomník obětem první světové války
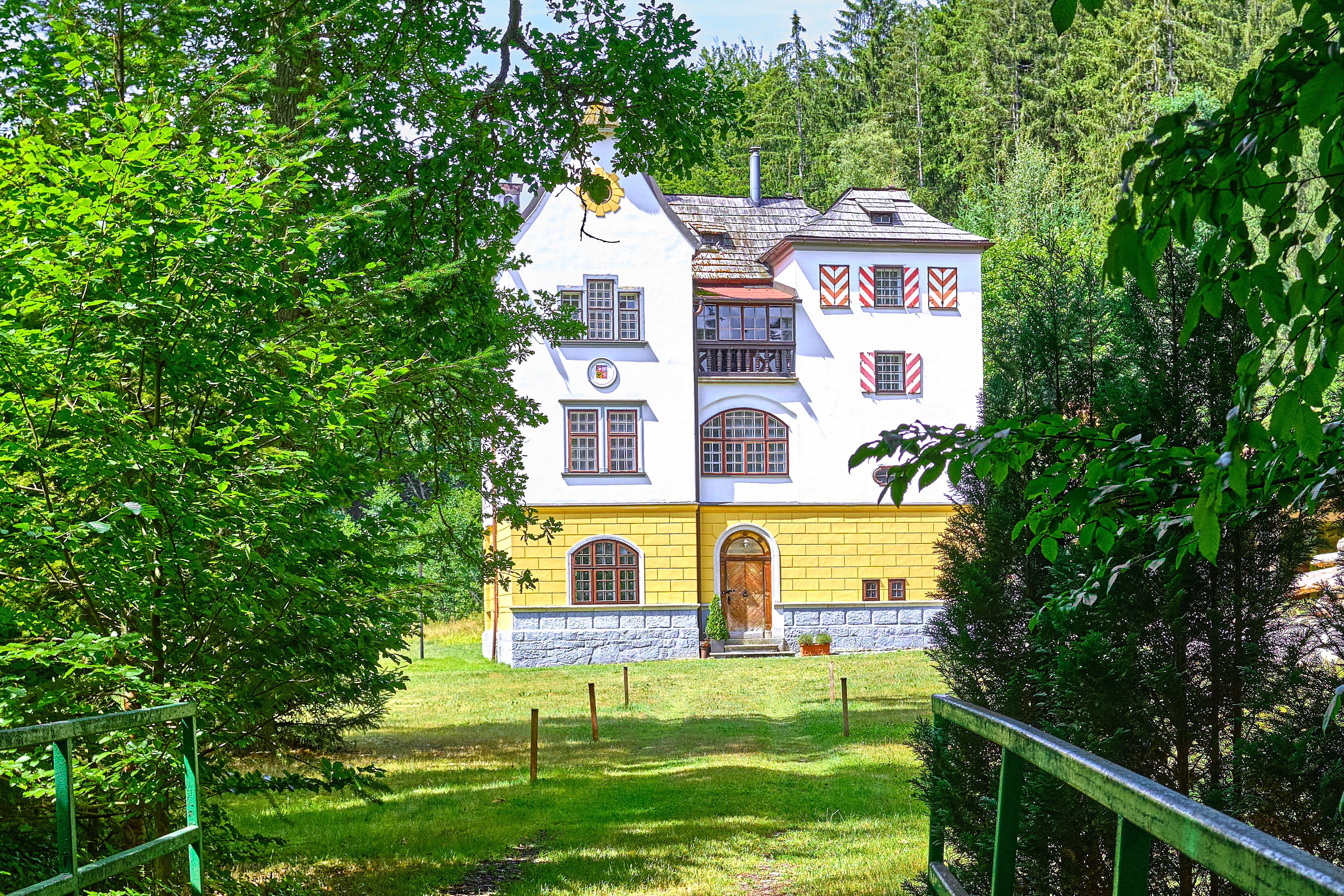
Zámek Nový Haimhausen
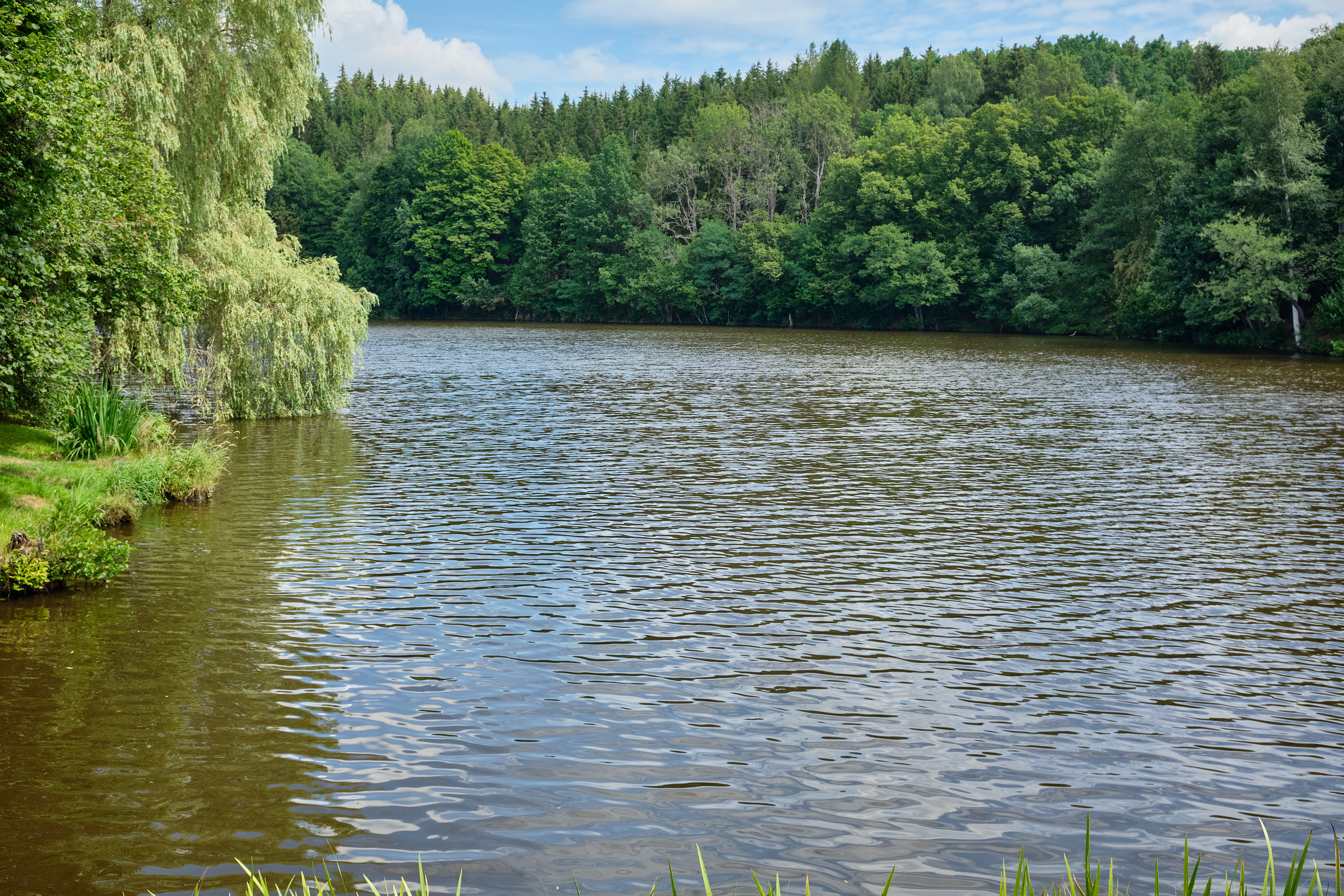
Farský rybník
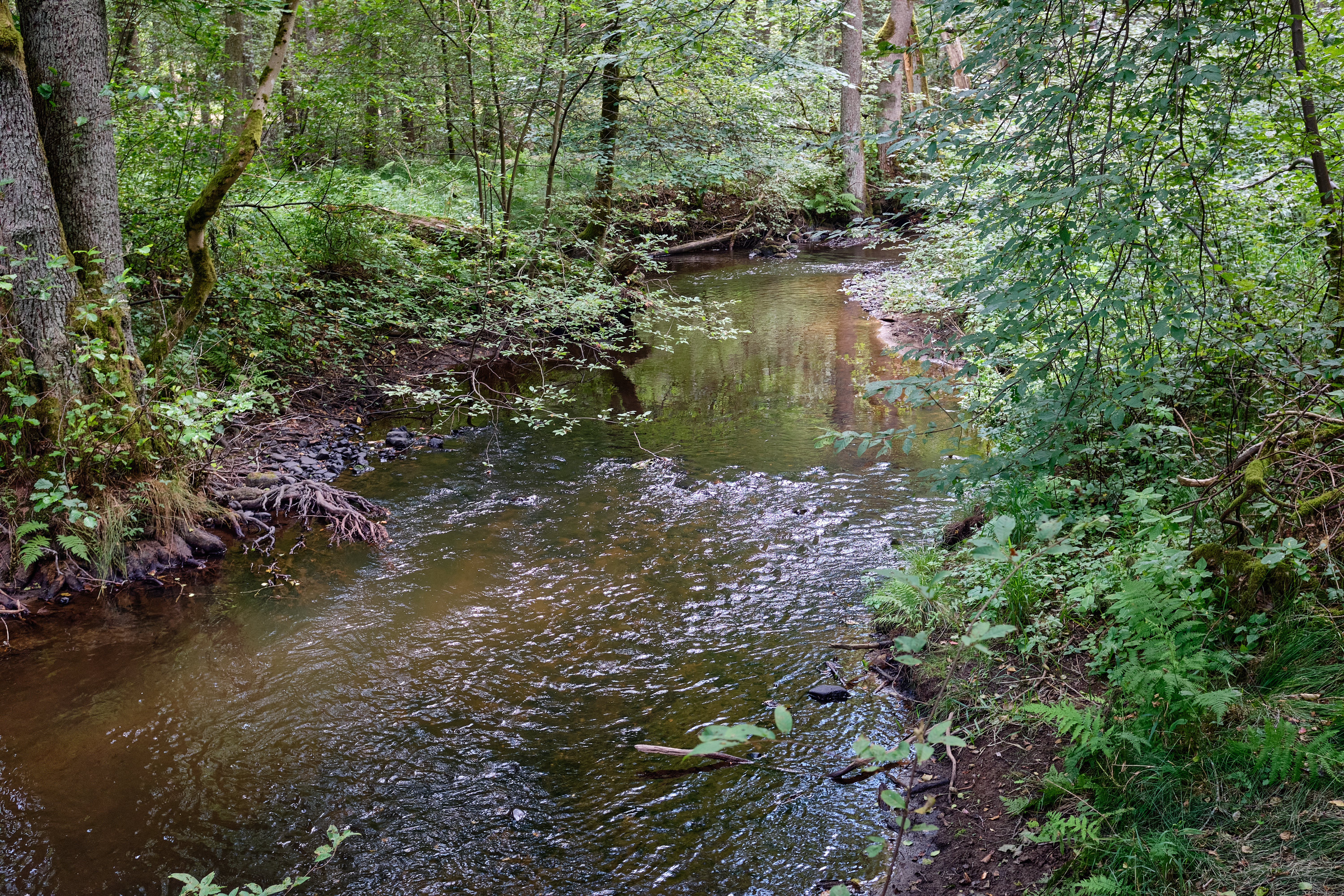
Hamerský potok